# Samuel Cooper (generale)
Samuel Cooper (Wappinger, 12 giugno 1798 – Cameron, 3 dicembre 1876) è stato un generale statunitense.
Ufficiale nell'US Army divenne generale nell'esercito degli Stati Confederati durante la guerra di secessione. Fu aiutante e ispettore generale dell'esercito degli Stati Confederati per tutta la durata del conflitto.

## Biografia
Cooper nacque a New Hackensack, Contea di Dutchess, New York. Il padre, Samuel Cooper, aveva prestato servizio durante la guerra d'indipendenza americana combattendo nelle battaglie di Lexington, Bunker Hill, Monmouth e Germantown. Alla fine della guerra, ottenuto il grado di maggiore, si trasferì nella contea di Dutchess, dove sposò Mary Horton. Samuel Cooper terminò l'Accademia Militare degli Stati Uniti nel 1815, promosso sottotenente di artiglieria. I suoi servizi consistettero nella riorganizzazione dell'esercito dopo la guerra del 1812, ed egli prestò servizio in guarnigione ed a Washington per diversi anni, venendo nel frattempo promosso tenente.
Nel 1827 sposò una nipote di George Mason, da Gunston Hall, una villa della piantagione di Clermont, nella Contea di Fairfax, Virginia. Dal 1828 al 1836 fu aiutante di campo del generale Alexander Macomb, fu promosso capitano nel giugno 1836 e fino al 1841 fu in servizio al quartier generale dell'esercito come assistente aiutante generale. Durante la guerra in Florida fu capo di stato maggiore del colonnello William J. Worth. Rimase in servizio speciale nel Dipartimento della Guerra a Washington dal 1842 al 1852, fu promosso colonnello per condotta meritoria nell'assunzione dei suoi doveri connessi con la guerra messico-statunitense e poi, dal 1852 fino al 1861, fu Aiutante Generale dell'Esercito degli Stati Uniti con il grado di colonnello di stato maggiore. Per un breve periodo fu Segretario della Guerra ad interim.
Fu autore di A Concise System of Instructions and Regulations for the Militia and Volunteers of the United States ("Un conciso sistema di istruzioni e regolamenti per la Milizia ed i Volontari degli Stati Uniti"), Filadelfia, 1836. Nel marzo 1861 rassegnò le sue dimissioni ed offrì i suoi servizi agli stati secessionisti. Fu nominato Aiutante ed Ispettore Generale dell'Esercito confederato, nel quale fu l'Ufficiale di rango più elevato, primo della lista dei generali. Dopo la guerra di secessione visse ritirato presso Alexandria, in Virginia. Morì a Cameron, nella Virginia Occidentale, il 3 dicembre 1876.